# Seznam medailistů na mistrovství světa v biatlonu – smíšená štafeta
Seznam medailistů na mistrovství světa v biatlonu ve smíšená štafeta resp. smíšeném závodu dvojic představuje chronologický přehled stupňů vítězů ve štafetových závodem mužů a žen na mistrovství světa v biatlonu.

## Smíšená štafeta
Mistrovský titul se uděluje od roku 2005, kdy se závod uskutečnil mimo řádný program mistrovství světa, až v rámci finále Světového poháru. Od dalších let byl již pravidelně zařazován jako součást samotného mistrovství. V olympijských letech 2006 a 2010, kdy smíšená štafeta nebyla součástí olympijských závodů, byla mimořádně zařazena do březnových finálových podniků sezón. Od roku 2014 je součástí olympijského programu, nekoná se tedy závod v rámci mistrovství světa
První dva úseky absolvují ženy, každá 6 km, zbylé dva úseky jedou muži, každý 7,5 km (na Mistrovství světa v biatlonu 2020 však jeli muži také jen 6 km). Na každém úseku jsou dvě střelby.
| Rok  | Dějiště              | Zlato | Stříbro                                                                                          | Bronz                                                                                        |
| ---- | -------------------- | --- | ------------------------------------------------------------------------------------------------ | -------------------------------------------------------------------------------------------- |
| 2005 | Chanty-Mansijsk      | RuskoOlga Pylevová Světlana Išmuratovová Ivan Čerezov Nikolaj Kruglov                                           | RuskoAnna Bogaliová-Titovecová Olga Zajcevová Sergej Čepikov Sergej Rožkov                       | NěmeckoUschi Disl Kati Wilhelmová Michael Greis Ricco Groß                                   |
| 2006 | Pokljuka             | RuskoAnna Bogaliová-Titovecová Sergej Čepikov Irina Malgina Nikolaj Kruglov                                     | NorskoLinda Tjørhomová Halvard Hanevold Tora Bergerová Ole Einar Bjørndalen                      | FrancieFlorence Baverel-Robert Vincent Defrasne Sandrine Bailly Raphaël Poirée               |
| 2007 | Anterselva           | ŠvédskoHelena Jonssonová Anna Carin Zidek Björn Ferry Carl Johan Bergman                                        | FrancieFlorence Baverel-Robert Vincent Defrasne Sandrine Bailly Raphaël Poirée                   | NorskoJori Mørkve Emil Hegle Svendsen Tora Bergerová Frode Andresen                          |
| 2008 | Östersund            | NěmeckoSabrina Buchholzová Magdalena Neunerová Andreas Birnbacher Michael Greis                                 | BěloruskoLjudmila Kalinčiková Darja Domračevová Rustam Valjulin Sjarhej Novikau                  | RuskoSvětlana Slepcovová Oxana Neupokojevová Nikolaj Kruglov Dmitrij Jarošenko               |
| 2009 | Pchjongčchang        | FrancieMarie-Laure Brunetová Sylvie Becaert Vincent Defrasne Simon Fourcade                                     | ŠvédskoHelena Jonssonová Anna Carin Zidek David Ekholm Carl Johan Bergman                        | NěmeckoAndrea Henkelová Simone Hauswald Arnd Peiffer Michael Greis                           |
| 2010 | Chanty-Mansijsk      | NěmeckoSimone Hauswald Magdalena Neunerová Simon Schempp Arnd Peiffer                                           | NorskoAnn Kristin Flatlandová Tora Bergerová Emil Hegle Svendsen Ole Einar Bjørndalen            | ŠvédskoHelena Jonssonová Anna Carin Zidek Björn Ferry Carl Johan Bergman                     |
| 2011 | Chanty-Mansijsk      | NorskoTora Bergerová Ann Kristin Flatlandová Ole Einar Bjørndalen Tarjei Bø                                     | NěmeckoAndrea Henkelová Magdalena Neunerová Arnd Peiffer Michael Greis                           | FrancieMarie-Laure Brunetová Marie Dorinová Alexis Bœuf Martin Fourcade                      |
| 2012 | Ruhpolding           | NorskoTora Bergerová Synnøve Solemdalová Ole Einar Bjørndalen Emil Hegle Svendsen                               | SlovinskoAndreja Maliová Teja Gregorinová Klemen Bauer Jakov Fak                                 | NěmeckoAndrea Henkelová Magdalena Neunerová Andreas Birnbacher Arnd Peiffer                  |
| 2013 | Nové Město na Moravě | NorskoTora Bergerová Synnøve Solemdalová Tarjei Bø Emil Hegle Svendsen                                          | FrancieMarie-Laure Brunetová Marie Dorinová Habertová Alexis Bœuf Martin Fourcade                | ČeskoVeronika Vítková Gabriela Soukalová Jaroslav Soukup Ondřej Moravec                      |
| 2015 | Kontiolahti          | ČeskoVeronika Vítková Gabriela Soukalová Michal Šlesingr Ondřej Moravec                                         | FrancieAnaïs Bescondová Marie Dorinová Habertová Jean-Guillaume Béatrix Martin Fourcade          | NorskoFanny Hornová Tiril Eckhoffová Johannes Thingnes Bø Tarjei Bø                          |
| 2016 | Oslo                 | FrancieAnaïs Bescondová Marie Dorinová Habertová Quentin Fillon Maillet Martin Fourcade                         | NěmeckoFranziska Preussová Franziska Hildebrandová Arnd Peiffer Simon Schempp                    | NorskoMarte Olsbuová Tiril Eckhoffová Johannes Thingnes Bø Tarjei Bø                         |
| 2017 | Hochfilzen           | NěmeckoVanessa Hinzová Laura Dahlmeierová Arnd Peiffer Simon Schempp                                            | FrancieAnaïs Chevalierová Marie Dorinová Habertová Quentin Fillon Maillet Martin Fourcade        | RuskoOlga Podčufarovová Taťána Akimovová Alexandr Loginov Anton Šipulin                      |
| 2019 | Östersund            | NorskoMarte Olsbuová Røiselandová Tiril Eckhoffová Johannes Thingnes Bø Vetle Sjåstad Christiansen              | NěmeckoVanessa Hinzová Denise Herrmannová Arnd Peiffer Benedikt Doll                             | ItálieLisa Vittozziová Dorothea Wiererová Lukas Hofer Dominik Windisch                       |
| 2020 | Anterselva           | NorskoMarte Olsbuová Røiselandová Tiril Eckhoffová Tarjei Bø Johannes Thingnes Bø                               | ItálieLisa Vittozziová Dorothea Wiererová Lukas Hofer Dominik Windisch                           | ČeskoEva Kristejn Puskarčíková Markéta Davidová Ondřej Moravec Michal Krčmář                 |
| 2021 | Pokljuka             | NorskoSturla Holm Laegreid Johannes Thingnes Bø Tiril Eckhoffová Marte Olsbuová Røiselandová                    | RakouskoDavid Komatz Simon Eder Dunja Zdoucová Lisa Hauserová                                    | ŠvédskoSebastian Samuelsson Martin Ponsiluoma Linn Perssonová Hanna Öbergová                 |
| 2023 | Oberhof              | NorskoIngrid Landmark Tandrevoldová Marte Olsbuová Røiselandová Vetle Sjåstad Christiansen Johannes Thingnes Bø | ItálieLisa Vittozziová Dorothea Wiererová Didier Bionaz Tommaso Giacomel                         | FrancieJulia Simonová Anaïs Chevalierová-Bouchetová Émilien Jacquelin Quentin Fillon Maillet |
| 2024 | Nové Město na Moravě | FrancieÉric Perrot Quentin Fillon Maillet Justine Braisazová-Bouchetová Julia Simonová                          | NorskoTarjei Bø Johannes Thingnes Bø Karoline Offigstad Knottenová Ingrid Landmark Tandrevoldová | ŠvédskoSebastian Samuelsson Martin Ponsiluoma Hanna Öbergová Elvira Öbergová                 |
| 2025 | Lenzerheide          | FrancieJulia Simonová Lou Jeanmonnotová Éric Perrot Émilien Jacquelin                                           | ČeskoJessica Jislová Tereza Voborníková Vítězslav Hornig Michal Krčmář                           | NěmeckoSelina Grotianová Franziska Preussová Philipp Nawrath Justus Strelow                  |
| 2027 | Otepää               | |                                                                                                  |                                                                                              |

## Smíšený závod dvojic
Smíšený závod dvojic byl na světový šampionát zařazen poprvé v roce 2019. 

| Rok  | Dějiště              | Zlato                                                  | Stříbro                                             | Bronz                                                    |
| ---- | -------------------- | ------------------------------------------------------ | --------------------------------------------------- | -------------------------------------------------------- |
| 2019 | Östersund            | NorskoMarte Olsbuová Røiselandová Johannes Thingnes Bø | ItálieDorothea Wiererová Lukas Hofer                | ŠvédskoHanna Öbergová Sebastian Samuelsson               |
| 2020 | Anterselva           | NorskoMarte Olsbuová Røiselandová Johannes Thingnes Bø | NěmeckoFranziska Preussová Erik Lesser              | FrancieAnaïs Bescondová Émilien Jacquelin                |
| 2021 | Pokljuka             | FrancieAntonin Guigonnat Julia Simonová                | NorskoJohannes Thingnes Bø Tiril Eckhoffová         | ŠvédskoSebastian Samuelsson Hanna Öbergová               |
| 2023 | Oberhof              | NorskoMarte Olsbuová Røiselandová Johannes Thingnes Bø | RakouskoLisa Theresa Hauserová David Komatz         | ItálieLisa Vittozziová Tommaso Giacomel                  |
| 2024 | Nové Město na Moravě | FrancieQuentin Fillon Maillet Lou Jeanmonnotová        | ItálieTommaso Giacomel Lisa Vittozziová             | NorskoJohannes Thingnes Bø Ingrid Landmark Tandrevoldová |
| 2025 | Lenzerheide          | FrancieJulia Simonová Quentin Fillon Maillet           | NorskoRagnhild Femsteineviková Johannes Thingnes Bø | NěmeckoFranziska Preussová Justus Strelow                |
| 2027 | Otepää               |                                                        |                                                     |                                                          |